# ان‌دابلیو سی
ان‌دابلیو سی (NW C) خودرویی است که در سال‌های ۱۹۰۲۲ producedدر موراوی تولید شده‌است. است.